# يطافن
يطافن إحدى بلديات دائرة بني يني التابعة لولاية تيزي وزو.

## مواضيع ذات صلة
- بلديات ولاية تيزي وزو
- دوائر ولاية تيزي وزو